# Baltic (Ohio)
Baltic és una població dels Estats Units a l'estat d'Ohio. Segons el cens del 2000 tenia 743 habitants.

## Demografia
Segons el cens del 2000, Baltic tenia 743 habitants, 275 habitatges, i 196 famílies. La densitat de població era de 345,6 habitants/km².
Dels 275 habitatges en un 32,7% hi vivien nens de menys de 18 anys, en un 58,9% hi vivien parelles casades, en un 9,5% dones solteres, i en un 28,7% no eren unitats familiars. En el 26,9% dels habitatges hi vivien persones soles el 10,9% de les quals corresponia a persones de 65 anys o més que vivien soles. El nombre mitjà de persones vivint en cada habitatge era de 2,42 i el nombre mitjà de persones que vivien en cada família era de 2,94.
Per edats la població es repartia de la següent manera: un 22,7% tenia menys de 18 anys, un 7,1% entre 18 i 24, un 28,4% entre 25 i 44, un 18,4% de 45 a 60 i un 23,3% 65 anys o més.
L'edat mediana era de 39 anys. Per cada 100 dones de 18 o més anys hi havia 92,6 homes.
La renda mediana per habitatge era de 33.625 $ i la renda mediana per família de 41.944 $. Els homes tenien una renda mediana de 28.750 $ mentre que les dones 19.766 $. La renda per capita de la població era de 15.820 $. Aproximadament el 4,3% de les famílies i el 5,7% de la població estaven per davall del llindar de pobresa.

## Poblacions més properes
El següent diagrama mostra les poblacions més properes.